# Станча (Калараш)
Станча (рум. Stancea) насеље је у Румунији у округу Калараш у општини Спанцов. Oпштина се налази на надморској висини од 13 m.

## Становништво
Према подацима из 2002. године у насељу је живело 2574 становника.

### Попис2002.
| Расподела становништва по националности 2002.‍ | Расподела становништва по националности 2002.‍ | Расподела становништва по националности 2002.‍ | Расподела становништва по националности 2002.‍ | Расподела становништва по националности 2002.‍ |
| --------------------------------------------- | --------------------------------------------- | --------------------------------------------- | --------------------------------------------- | --------------------------------------------- |
|                                               |                                               |                                               |                                               |                                               |
| Румуни                                        | Румуни                                        |                                               | 1.711                                         | 66,5%                                         |
| Роми                                          | Роми                                          |                                               | 863                                           | 33,5%                                         |